# Lachowicze (stacja kolejowa)
Lachowicze (biał. Ляхавічы, ros. Ляховичи) – stacja kolejowa w miejscowości Lachowicze, w rejonie lachowickim, w obwodzie brzeskim, na Białorusi. Leży na linii Równe – Baranowicze – Wilno.